# Santa Ynez
Santa Ynez is een plaats (census-designated place) in de Amerikaanse staat Californië, en valt bestuurlijk gezien onder Santa Barbara County.

## Demografie
Bij de volkstelling in 2000 werd het aantal inwoners vastgesteld op 4584.

## Geografie
Volgens het United States Census Bureau beslaat de plaats een oppervlakte van
20,2 km², geheel bestaande uit land. Santa Ynez ligt op ongeveer 185 m boven zeeniveau.

## Plaatsen in de nabije omgeving
De onderstaande figuur toont nabijgelegen plaatsen in een straal van 40 km rond Santa Ynez.

## Geboren
- Eion Bailey (8 juni 1976), acteur